# یوزمودویکی
یوزمودویکی(به انگلیسی: UseModWiki) یک موتور ویکی است که در زبان برنامه‌نویسی پرل نوشته شده‌است. مجوز آن تحت مجوز همگانی گنو قرار دارد. صفحات در یوزمودویکی در فایل‌های عادی ذخیره می‌شوند، نه در یک پایگاه‌داده رابطه‌ای.
اولین نصب یوزمودویکی، ویکی usemod.com آدامز بود که اساس پروژه میانه‌روی Usenet Moderation Project (Usemod)بود که از ۱۱ اکتبر ۱۹۹۹ در AtisWiki در حال اجرا بود.
دومین نسخه به نام MeatballWiki ,ساخته‌شده توسط آدامز و سانیر شاه که به جوامع آنلاین اختصاص‌داده شده‌بود، در ۲۴ آوریل ۲۰۰۰ در وب سایت usemod.com نصب شد. آن بعداً در «نیوپدیا» مورد استفاده قرار گرفت.
از ۱۵ ژانویه ۲۰۰۱ تا اوایل ۲۰۰۲، یوزمودویکی برای اداره ویکی‌پدیا انگلیسی مورد استفاده قرار گرفت. از آن زمان به بعد تمامی نمونه‌های زبان ویکی‌پدیا به مدیاویکی منتقل شده‌اند.
آدامز با ایده و کدگذاری نرم‌افزار برای ایجاد پیوندها (به عنوان مثال، [[عنوان]] پیوندی به صفحه «عنوان» ایجاد می‌کند) و استفاده از CamelCase در نسخه‌های اولیه ویکی‌ها را جایگزین می‌کند.